# Milan Foot-Ball and Cricket Club 1901
Questa voce raccoglie le informazioni riguardanti il Milan Foot-Ball and Cricket Club nelle competizioni ufficiali della stagione 1901.

## Stagione

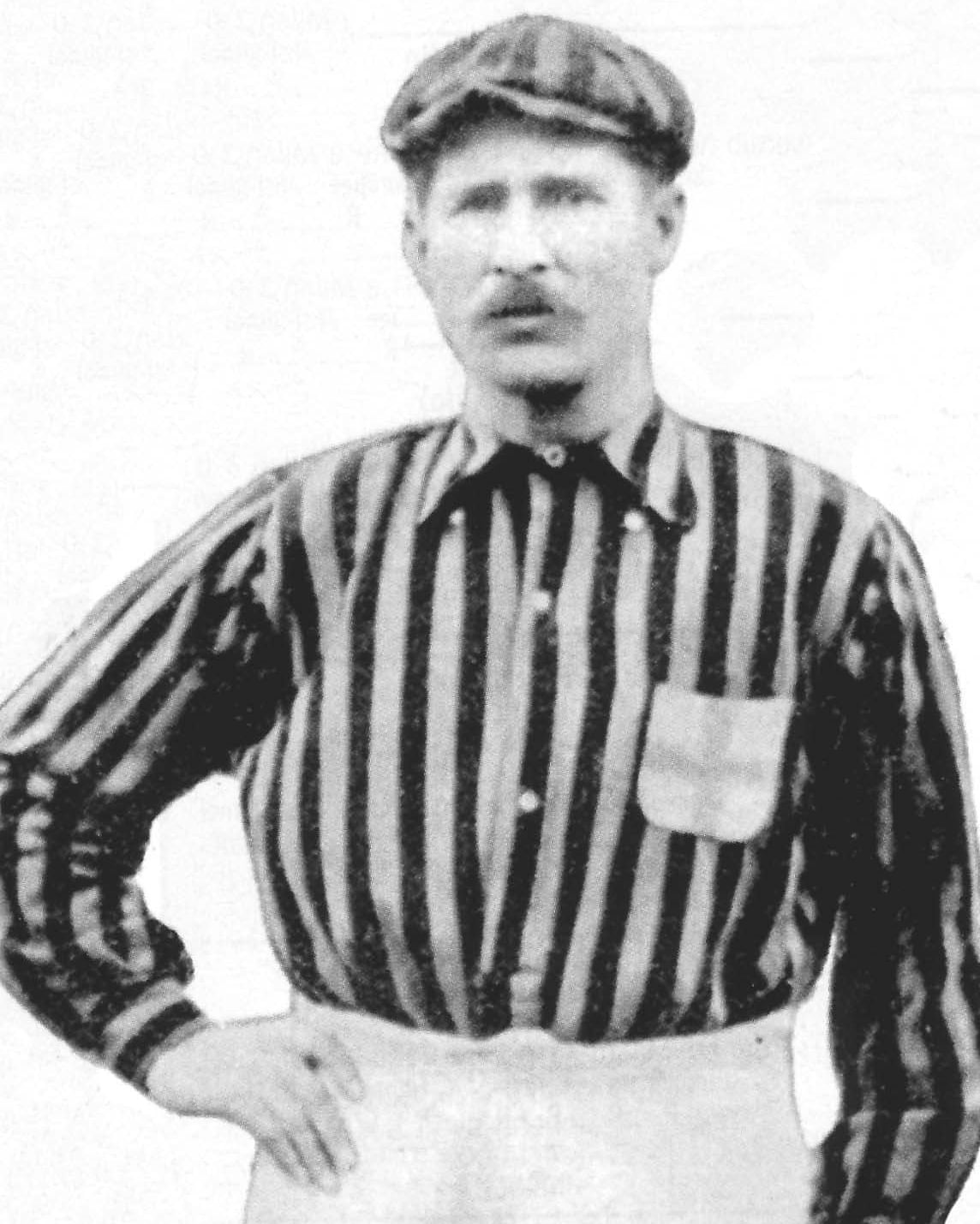
Herbert Kilpin, cofondatore e primo allenatore del Milan.

Questa stagione è caratterizzata dalla conquista del primo scudetto della storia rossonera, vinto nella finale disputata a Genova contro il favorito Genoa con un netto 3-0. Anche in questa annata i dirigenti e i calciatori britannici sovrastano come numero quelli di nazionalità italiana: dei 13 atleti scesi in campo durante la stagione, solamente 5 sono italiani. In questa stagione il Milan si aggiudica per la seconda volta, dopo la vittoria dell'anno precedente, la Medaglia del Re.

## Divise
La divisa è una camicia a maniche lunghe e strisce verticali sottili della stessa dimensione, rosse e nere, stemma di Milano sul petto (croce rossa su sfondo bianco), calzoncini bianchi e calzettoni neri.
| Manica sinistra · Manica sinistra · Maglietta · Maglietta · Manica destra · Manica destra · Pantaloncini · Calzettoni |

## Organigramma societario
Area direttiva
- Presidente: Alfred Edwards
- Vice presidente: Edward Nathan Berra
- Segretario: Guido Gregoletto

Area tecnica
- Allenatore: Herbert Kilpin

## Rosa
Lo schema tattico usato dal Milan nelle sue prime stagioni fu, come la gran parte delle squadre britanniche, il 2-3-5 meglio conosciuto come la piramide di Cambridge.
| N. |                        | Ruolo | Calciatore          |
| -- | ---------------------- | ----- | ------------------- |
|    | Inghilterra (bandiera) | P     | Hood                |
|    | Italia (bandiera)      | D     | Catullo Gadda       |
|    | Svizzera (bandiera)    | D     | Hans Heinrich Suter |
|    | Francia (bandiera)     | D     | Louis Wagner        |
|    | Italia (bandiera)      | C     | Daniele Angeloni    |
|    | Inghilterra (bandiera) | C     | Herbert Kilpin      |
|    | Svizzera (bandiera)    | C     | Kurt Lies           |
|    | Italia (bandiera)      | C     | Alberto Pirelli     |

| N. |                        | Ruolo | Calciatore                |
| -- | ---------------------- | ----- | ------------------------- |
|    | Inghilterra (bandiera) | A     | David Allison             |
|    | Italia (bandiera)      | A     | Guerriero Colombo         |
|    | Inghilterra (bandiera) | A     | Samuel Richard Davies     |
|    | Inghilterra (bandiera) | A     | Edward Dobbie             |
|    | Svizzera (bandiera)    | A     | Ettore Negretti           |
|    | Galles (bandiera)      | A     | Penvhyn Llewellyn Neville |
|    | Italia (bandiera)      | A     | Agostino Recalcati        |

## Calciomercato
| Acquisti | Acquisti            | Acquisti     | Acquisti   |
| R.       | Nome                | da           | Modalità   |
| -------- | ------------------- | ------------ | ---------- |
| D        | Catullo Gadda       | Mediolanum   | definitivo |
| D        | Hans Heinrich Suter | Grasshoppers | definitivo |
| A        | Edward Dobbie       | Torinese     | definitivo |
| A        | Ettore Negretti     | Servette     | definitivo |
| A        | Agostino Recalcati  | Mediolanum   | definitivo |

| Cessioni | Cessioni         | Cessioni   | Cessioni      |
| R.       | Nome             | a          | Modalità      |
| -------- | ---------------- | ---------- | ------------- |
| D        | Pietro Cignaghi  |            | fine carriera |
| D        | Lorenzo Torretta | Mediolanum | definitivo    |

## Risultati

### Campionato Italiano di Football

#### Semifinale
| Arbitro: | Nasi (Torino) |

|               |           |                 |
| Donna Malvano | Marcatori | Negretti Kilpin |

#### Finale
| Arbitro: | Ghiglione (Genova) |

|  |           |                          |
|  | Marcatori | (aut.) ? Kilpin Negretti |

### Medaglia del Re

#### Quarti di finale
| Arbitro: | Nordi (Milano) |

|   |           |  |
| ? | Marcatori |  |

#### Semifinale
| Milano 10 marzo 1901, ore 14:30 Semifinale | Milan     | 4 – 0 referto | Juventus | Campo Trotter |
| \| \| \| \| \| ? \| Marcatori \| \|        |           |               |          |               |
|                                            |           |               |          |               |
| ?                                          | Marcatori |               |          |               |

#### Finale
| Arbitro: | Weber (Torino) |

|   |           |   |
| ? | Marcatori | ? |

- La vittoria verrà assegnata per 2-0 a tavolino al Milan per la rinuncia del Genoa.

## Statistiche

### Statistiche di squadra
| Competizione                    | Punti | In casa | In casa | In casa | In casa | In casa | In casa | In trasferta | In trasferta | In trasferta | In trasferta | In trasferta | In trasferta | Totale | Totale | Totale | Totale | Totale | Totale | DR  |
| Competizione                    | Punti | G       | V       | N       | P       | Gf      | Gs      | G            | V            | N            | P            | Gf           | Gs           | G      | V      | N      | P      | Gf     | Gs     | DR  |
| ------------------------------- | ----- | ------- | ------- | ------- | ------- | ------- | ------- | ------------ | ------------ | ------------ | ------------ | ------------ | ------------ | ------ | ------ | ------ | ------ | ------ | ------ | --- |
| Campionato Italiano di Football | 4     | 0       | 0       | 0       | 0       | 0       | 0       | 2            | 2            | 0            | 0            | 6            | 2            | 2      | 2      | 0      | 0      | 6      | 2      | +4  |
| Medaglia del Re                 | -     | 3       | 2       | 1       | 0       | 10      | 1       | 0            | 0            | 0            | 0            | 0            | 0            | 3      | 2      | 1      | 0      | 10     | 1      | +9  |
| Totale                          | 4     | 3       | 2       | 1       | 0       | 10      | 1       | 2            | 2            | 0            | 0            | 6            | 2            | 5      | 4      | 1      | 0      | 16     | 3      | +13 |

### Statistiche dei giocatori
| Giocatore     | Campionato Italiano di Football | Campionato Italiano di Football |
| Giocatore     | Presenze                        | Reti                            |
| ------------- | ------------------------------- | ------------------------------- |
| D. Allison    | 2                               | 0                               |
| D. Angeloni   | 2                               | 0                               |
| G. Colombo    | 2                               | 0                               |
| S. R. Davies  | 2                               | 0                               |
| E. Dobbie     | 1                               | 0                               |
| C. Gadda      | 1                               | 0                               |
| Hood          | 2                               | -2                              |
| H. Kilpin     | 2                               | 2                               |
| K. Lies       | 2                               | 0                               |
| E. Negretti   | 2                               | 3                               |
| P. L. Neville | 1                               | 0                               |
| A. Pirelli    | 0                               | 0                               |
| A. Recalcati  | 0                               | 0                               |
| H. H. Suter   | 2                               | 0                               |
| L. Wagner     | 1                               | 0                               |